# La familia Dressel
La familia Dressel ist ein mexikanischer Spielfilm aus dem Jahr 1935.

## Handlung
Die deutschstämmige Auswandererfamilie Dressel, bestehend aus der resoluten Frau Dressel und ihren beiden Söhnen Federico und Rodolfo, betreibt ein Eisenwarengeschäft in Mexiko. Gegen den Willen seiner Mutter, die sich eine deutsche Frau für ihren Sohn wünscht, heiratet Federico die mexikanische Sängerin Magdalena. In der Folge ist das Paar mit den Feindseligkeiten von Frau Dressel konfrontiert.
Magdalena bekommt Besuch von ihrem ehemaligen Gesangslehrer Gonzalo, der in sie verliebt ist. Von seiner Mutter erfährt Federico, dass Gonzalo Magdalena zu sich eingeladen hat. Nach einem Streit mit ihrer Schwiegermutter nimmt Magdalena die Einladung an, geht aber wieder, da Gonzalo Vorbereitung für ein Treffen intimer Natur getroffen hat. Zeitgleich erhält Federico einen anonymen Brief, der Magdalena des Ehebruchs beschuldigt. Federico und seine Mutter suchen Gonzalo auf, treffen ihn jedoch alleine. Angesichts des Hasses von Frau Dressel und des anonymen Vorwurfs will Magdalena sich trennen. Doch entschuldigen sich Federico und seine Mutter, so dass das Paar sich doch noch wieder versöhnt.